# Macrocirca
Macrocirca là một chi bướm đêm thuộc họ Ethmiidae.